# Didier Poiraud
Pour les articles homonymes, voir Poiraud.
Didier Poiraud est un réalisateur et scénariste français. Il a entre autres réalisé et écrit le scénario du film Atomik Circus, le retour de James Bataille (avec Benoît Poelvoorde et Vanessa Paradis), en compagnie de son frère ainsi qu'en 2008 1000 cœurs debout, le DVD de la tournée de Cali, à la suite de l'album l'Espoir.

## Films
- Atomik Circus, le retour de James Bataille

## Courts métrages
- Le garage des chiens qui pissent.
- The Hitcher.